# Pale Blue Dot (livre)
Cet article concerne le livre de Carl Sagan. Pour la célèbre photographie, voir Un point bleu pâle.
Pale Blue Dot: A Vision of the Human Future in Space, ou simplement Pale Blue Dot, est un livre de l'astronome américain Carl Sagan paru en 1994. C'est la suite du livre Cosmos, publié en 1980.
Le livre et son titre sont inspirés par la célèbre photographie Un point bleu pâle (« Pale Blue Dot ») de 1990, dont Sagan fournit notamment une description.
Dans le livre, Sagan mélange la philosophie sur la place de l'Homme dans l'Univers et son avenir, avec une description des connaissances actuelles sur le système solaire.